# Ruf Automobile
Ruf Automobile GmbH é um fabricante de automóveis alemão. Originalmente montava os seus veículos a partir de chassis da Porsche, porem a partir de 2007 com o lançamento do CTR3 começou a fabricar suas próprias carrocerias e chassis. Ela ganhou a atual fama após o lançamento do CTR Yellow Bird, a época o carro de rua com a maior velocidade máxima. Atualmente a Ruf é considerada a maior customizadora de Porsche, sendo a sua principal rival a Gemballa de Leonberg, Alemanha.

## História

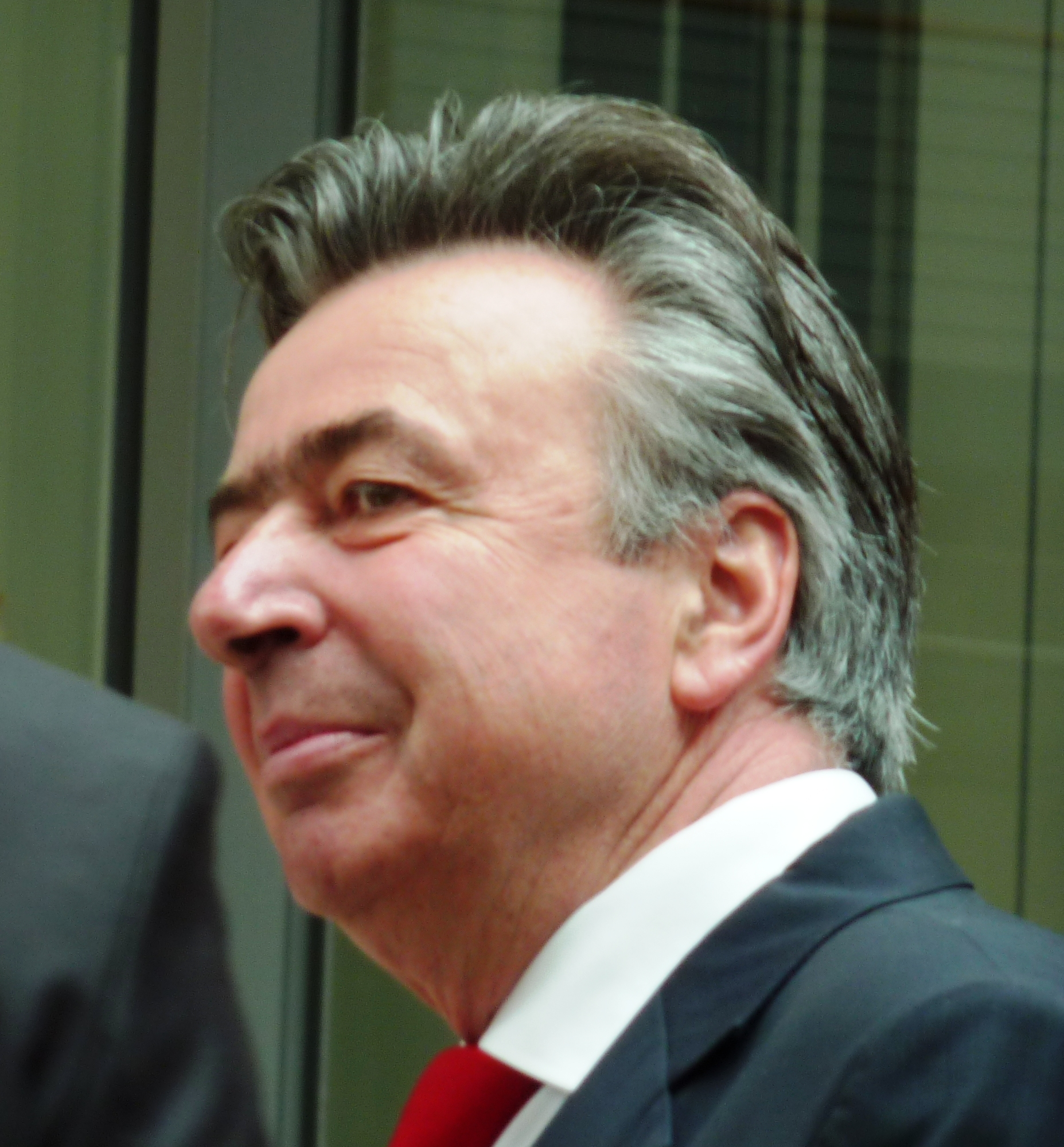
Alois Ruf (jun.) 2010

A empresa foi fundada em 1923, em Pfaffenhausen, na Alemanha, como "Auto Ruf" por Alois Ruf. Inicialmente Alois possuía somente uma garagem, que acabou por ser expandida para incluir um completo serviço de posto de gasolina. A Ruf começou a experimentar os projectos dos seus próprios veículos no final de 1940, e em 1955, projectou e construiu um autocarro de turismo, que comercializou em toda Alemanha. A resposta positiva que a Ruf recebeu, levou a expandir o seu negócio mais uma vez, iniciando a sua própria empresa de autocarros de propriedade distinta.
Ao contrário do seu pai, Alois Ruf Jr, que era um entusiasta por carros desportivos começou a restaurar automóveis Porsche na garagem de seu pai, em 1960. Em 1974, quando o seu pai - Alois Ruf - morreu, Alois Jr. assumiu o controle do negócio e rapidamente decidiu acabar com a empresa de autocarros, garagem de serviço e posto de gasolina, a comutação da companhia para ser exclusivamente centrado no trabalho com os veículos Porsche. Um ano depois, em 1975, a Ruf passou a comercializar os seus próprios veículos.
Ruf estreou seu primeiro modelo completo em 1977, sendo uma versão ajustada do Porsche 930 com um motor de 3,3 litros. Isto foi seguido em 1978 quando a Ruf, lançou um veículo aspirado, a partir do Porsche 911 com um motor de 3,2 litros produzindo 217 HP.
Nos anos seguintes, a empresa fez uma marca importante no mundo auto-motivo, produzindo veículos excepcionalmente poderosos e exclusivamente baseados na Porsche, incluindo o CTR de 1987, que estabeleceu o recorde como o automóvel de produção mais rápido do mundo, na época do seu lançamento, e depois o CTR2 que foi novamente reconhecido como um dos mais rápidos veículos rodoviários legais disponíveis em qualquer lugar do mundo.
Em Abril de 2007, a  Ruf lançou o protótipo CTR3 para comemorar a nova fábrica da empresa no Bahrein e como uma celebração do 20º aniversário do CTR original.

## Veículos produzidos pela Ruf

### Em Produçao
- CTR3 Evo
- CTR Anniversary
- SCR 2018

### Descontinuados
| Modelo           | Período de fabricação | Chassi                                     | Motorização | Velocidade Máxima       | Foto           |
| ---------------- | --------------------- | ------------------------------------------ | ----------- | ----------------------- | -------------- |
| Turbo 3.3        | 1975–1989             | Porsche 930                                | 3.3L        | 262,8 km/h (163,3 mph)  | (On the left)  |
| SCR 3.2          | 1978–1981             | Porsche 911SC                              | 3.2L        | 255 km/h (160 mph)      |                |
| BTR              | 1983–1989             | Porsche 930                                | 3.4L        | 305 km/h (190 mph)      |                |
| CTR "Yellowbird" | 1987–1996             | Porsche 911 Carrera 3.2                    | 3.4L        | 342 km/h (210 mph)      |                |
| BR2              | 1991–1992             | Porsche 964 Carrera                        | 3.3L        | 303 km/h (190 mph)      |                |
| CR2              | 1991                  | Porsche 964 Carrera 2                      | 3.6L        | -                       |                |
| CR4              | 1991                  | Porsche 964 Carrera 4                      | 3.6L        | -                       |                |
| RCT              | 1993                  | Porsche 964                                | 3.6L        | 305 km/h (190 mph)      |                |
| BTR2             | 1993–1998             | Porsche 993                                | 3.6L        | 308 km/h (190 mph)      |                |
| CTR2             | 1996–1997             | Porsche 993                                | 3.6L        | 350 km/h (220 mph)      |                |
| Turbo R          | 1998                  | Porsche 993                                | 3.6L        | 329 km/h (204 mph)      | None Available |
| 3400S            | 1999–2002             | Porsche 986 (Boxster)                      | 3.4L        | 278 km/h (170 mph)      |                |
| RGT              | 2000–2004             | Porsche 996                                | 3.6L        | 307 km/h (190 mph)      |                |
| RTurbo           | 2001–2005             | Porsche 996                                | 3.6L        | 350 km/h (220 mph)      |                |
| 3600S            | 2002–2005             | Porsche 986 (Boxster)                      | 3.6L        | 278 km/h (170 mph)      |                |
| Rt 12            | 2004–2012             | Porsche 997                                | 3.6L        | over 350 km/h (220 mph) |                |
| RGT              | 2005–2011             | Porsche 997                                | 3.8L        | -                       |                |
| RK Spyder        | 2005–2008             | Porsche 987 (Boxster)                      | 3.8L        | over 300 km/h (190 mph) |                |
| RK Coupé         | 2006–2007             | Porsche 987c (Cayman)                      | 3.8L        | over 300 km/h (190 mph) |                |
| R Kompressor     | 2006–2009             | Porsche 997                                | 3.6L        | -                       |                |
| CTR3             | 2007–2012             | Desenho Próprio                            | 3.7L        | 375 km/h (230 mph)      |                |
| 3400 K           | 2007–2012             | Porsche 987c (Cayman)                      | 3.4L        | -                       |                |
| Rt 12S           | 2009–2013             | Porsche 997                                | 3.8L        | -                       |                |
| Dakara           | 2009                  | Porsche 955 (Cayenne)                      | 4.5L        | -                       |                |
| RGT-8            | 2010                  | Porsche 997                                | 4.5L        | 317 km/h (200 mph)      |                |
| Rt 12R           | 2011–2012             | Porsche 997                                | 3.8L        | -                       |                |
| RGT-8            | 2012                  | Porsche 991                                | 4.5L        | 318 km/h (200 mph)      |                |
| Rt 35            | 2012–2013             | Porsche 991                                | 3.8L        | -                       | (On the right) |
| Rt 35 S          | 2013–2019             | Porsche 991                                | 3.8L        | -                       |                |
| Rt 35 Roadster   | 2013–2019             | Porsche 991                                | 3.8L        | -                       |                |
| 3800S            | 2013–2017             | Porsche 981 (Boxster) Porsche 981 (Cayman) | 3.8L        | 303 km/h (190 mph)      |                |
| RGT 4.2          | 2015–2016             | Porsche 997 GT3 RS 4.0                     | 4.2L        | 322 km/h (200 mph)      |                |
| RtR              | 2015–2017             | Porsche 991                                | 3.8L        | -                       |                |
| TurboR Limited   | 2016                  | Porsche 993                                | 3.6L        | 339 km/h (210 mph)      |                |
| SCR 4.2          | 2016                  | Desenho Próprio                            | 4.2L        | 322 km/h (200 mph)      |                |
| Ultimate         | 2016                  | Desenho Próprio                            | 3.6L        | 339 km/h (210 mph)      |                |

## Carros elétricos
O eRuf Model A é um modelo de carro, alimentado por energia elétrica, feito pela Ruf Automobile. O carro é alimentado por um sistema de propulsão  UQM e um PowerPhase UQM 150. O carro tem uma velocidade máxima de 225 km/h  sendo capaz de fornecer 150 kW (201 cv) e 479 lb-pés de torque (650 Nm). O intervalo estimado por carga é de 250 km para 320 km, dependendo do nível de desempenho, utilizando-fosfato de ferro, lítio-íon, estes construídos pela AXEON da Grã-Bretanha. A inércia do motor funciona como um gerador produzindo eletricidade para carregar as baterias.